# Hanna Buczyńska-Garewicz
Hanna Buczyńska-Garewicz (ur. 26 listopada 1932 w Pruszkowie, zm. 27 grudnia 2019 w Stanach Zjednoczonych) – polska filozof, specjalizująca się w filozofii współczesnej i semiotyce, uczestnik inicjatyw niezależnych w czasach PRL.

## Życiorys
Ukończyła studia filozoficzne na Uniwersytecie Warszawskim (1955), w 1963 obroniła tamże pracę doktorską Filozofia języka E. Cassirera, od 1963 do 1970 pracowała na swojej macierzystej uczelni, w Instytucie Filozofii. W 1970 otrzymała stopień doktora habilitowanego. Od 1970 do 1984 pracowała jako docent w Instytucie Filozofii i Socjologii PAN. W lutym 1978 została członkiem niezależnego od władz Towarzystwa Kursów Naukowych, a następnie członkiem jego komisji stypendialnej i wykładowcą. W 1982 wyjechała do USA, od 1984 była profesorem College of Holy Cross w Worcester.
Jej mężem był Jan Garewicz.

## Książki
- Koło Wiedeńskie: początek neopozytywizmu (1960) – w serii Myśli i Ludzie
- Cassirer (1963) – w serii Myśli i Ludzie
- Peirce (1965) – w serii Myśli i Ludzie
- Wartość i fakt: rozważania o pragmatyzmie (1970)
- James (1973) – w serii Myśli i Ludzie
- Uczucia i rozum w świecie wartości: z historii filozofii wartości (1975)
- Znak, znaczenie, wartość : szkice o filozofii amerykańskiej (1975)
- Znak i oczywistość (1981)
- Milczenie i mowa filozofii (1992)
- Semiotyka Peirce’a (1994)
- Metafizyczne rozważania o czasie: idea czasu w filozofii i literaturze (2003)
- Dwa wykłady o Jaspersie (2005)
- Miejsca, strony, okolice: przyczynek do fenomenologii przestrzeni (2006)
- Rozum szukający i błądzący: eseje o filozofii i filozofach (2007)
- Prawda i złudzenie: esej o myśleniu (2008)
- Człowiek wobec losu (2010)